# Semiothisa umbratilis
Semiothisa umbratilis là một loài bướm đêm trong họ Geometridae.